# Schlossberg-Tour
Die Schlossberg-Tour ist ein Premiumwanderweg im Saarland. Seinen Namen erhält er vom Schlossberg, auf dem sich die Burgruine Hohenburg befindet.

## Charakteristik
Die Schlossberg-Tour verbindet die Hohenburg, die als Keimzelle der Stadt Homburg gilt und unter Ludwig XIV. am Ende des 17. Jahrhunderts zur Festung ausgebaut wurde, mit den Resten des von 1778–88 unter Herzog Karl II. August von Pfalz-Zweibrücken erbauten Schloss Karlsberg, das 1793 von französischen Revolutionstruppen zerstört wurde. Dabei überschreitet der Wanderweg auch die Landesgrenze zu Rheinland-Pfalz.

## Beschreibung
Der Weg beginnt auf dem Parkplatz vor der Burgruine. Am Schlossberghotel geht es die Treppen hinab zu den Schlossberghöhlen, die zu der Hohenburg gehörten. Diese links liegen lassend, führt der Weg an der geologischen Schichtstufe des Buntsandsteins entlang Richtung Osten. Man quert die Schlossberg Höhenstraße und erreicht einen malerischen Felsenpfad. Von dort geht es zum Stumpfen Gipfel und man überquert die Käshofer Straße (L 120).
Nach einem weiteren Kilometer erreicht man den Karlsbergweiher, der Teil des Schlosses Karlsberg war. Man findet hier wie an allen Stationen des ehemaligen Schlosses Infotafeln. Nach einem heftigen Anstieg hinter der Karlsbergquelle erreicht man die Orangerie, die größte noch vorhandene Ruine des Schlosses. Nun geht es eben zum Hauptpalais, welches nur wenige Meter entfernt liegt. Den dortigen Ehrenhof durchquert man und erreicht nach etwa 500 Metern auf der sogenannten Apfelallee einen abschüssigen Weg, der zum Hirschbrunnen führt. Nach etwa hundert Metern quert man einen Weiherdamm und nimmt einen Pfad bergauf zu den über 200 Jahre alten Herzogskastanien.

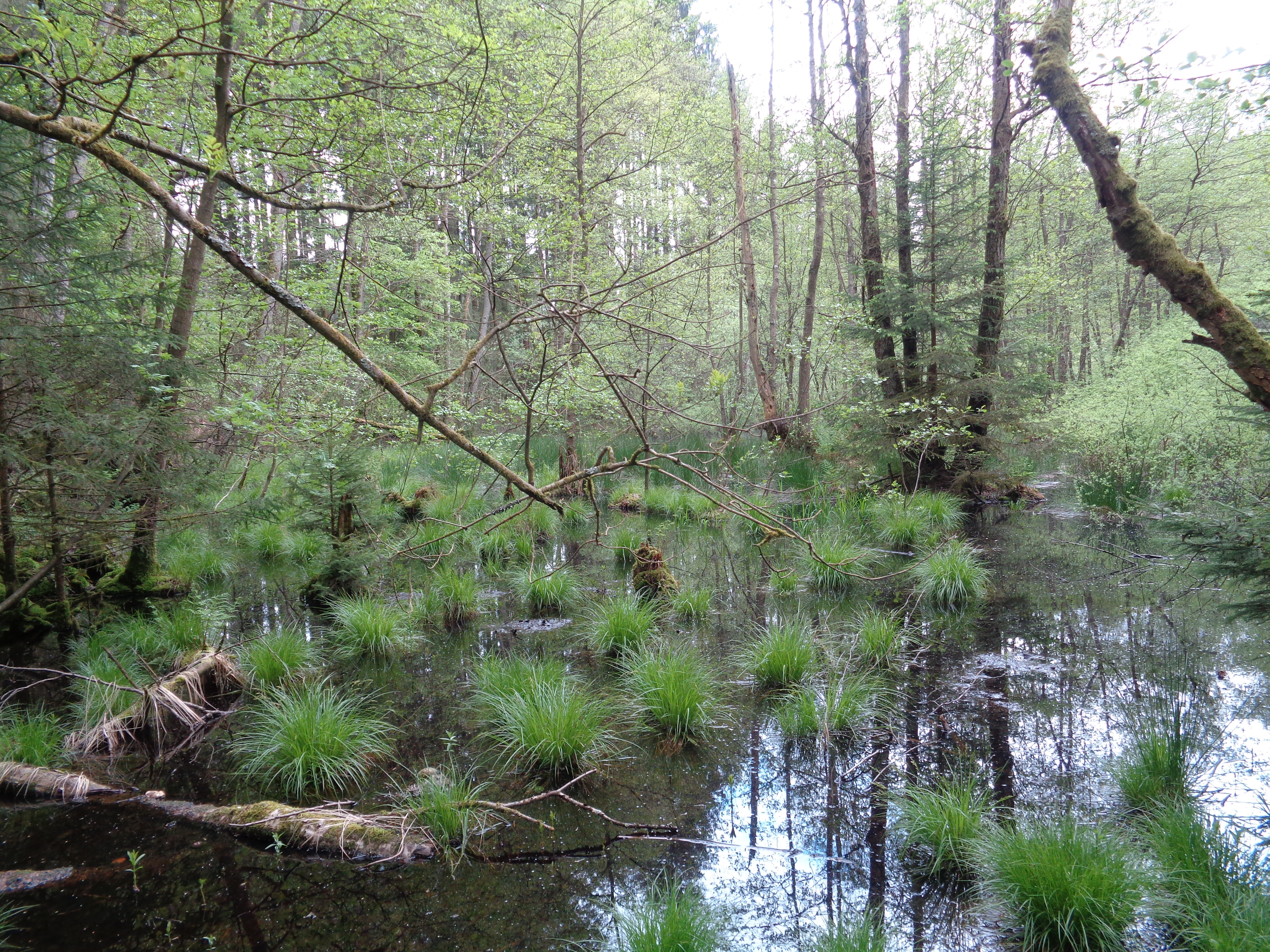
Zwischenmoor bei Kirrberg

Sich von hier aus zweimal nach links haltend erreicht man die Karlslust, den privaten Garten des Herzogs Karl II. August. Als erstes erreicht man den Bärenzwinger, danach bergab gehend die Schwanenweiher. Diese liegen in Rheinland-Pfalz; das zum Ensemble gehörende Tosbecken befindet sich im Saarland. Es geht weiter bergab in das Tal des Lambsbachs und man überquert zum zweiten Male die Straße nach Käshofen. Es geht weiter durch das Tal des Baches; man kommt an der Vogelhausquelle vorbei und nach einem Zwischenmoor erreicht man den Merwoog bei Kirrberg. An dessen Rand befindet sich die Ruine der Merburg über dem Tal des Lambsbaches. Die Tour führt am Kirrberger Fischweiher rechts vorbei und es geht von nun an bergan, ehe man ein kleines Tal mit Sandsteinfelsen betritt. Bald ist die Anhöhe wieder erreicht, und man strebt wieder dem Schlossberg zu. Hier erwandert man zum Abschluss der Tour die Ruine der Hohenburg und kann, an den Startpunkt zurückgekehrt, noch etwas die Aussicht genießen.

## Sehenswürdigkeiten
- Ruine Hohenburg
- Schlossberghöhlen
- Ruinen des Schlosses Karlsberg und der Karlslust
- Merburg